# Okjunghwa
Okjunghwa (옥중화?, 獄中花?; lett. "Il fiore della prigione"), anche nota con il titolo internazionale Flowers of the Prison, è una serie televisiva sudcoreana trasmessa su MBC TV dal 30 aprile al 6 novembre 2016.

## Trama
Nata e cresciuta in prigione, una volta libera la giovane Ok-nyeo si unisce al Waejibu, l'ufficio che gestiva i contenziosi tra privati in epoca Joseon, e si batte per i diritti dei poveri e di coloro che vengono accusati ingiustamente.

## Personaggi e interpreti
- Ok-nyeo, interpretata da Jin Se-yeon e Jung Da-bin (da giovane)
- Yun Tae-won, interpretato da Go Soo e Jung Yoon-seok (da giovane)
- Regina Munjeong, interpretata da Kim Mi-sook
- Yun Won-hyeong, interpretato da Jung Joon-ho
- Jeong Nan-jeong, interpretata da Park Joo-mi
- Yi So-jeong, interpretata da Yoon Joon-hee
- Yun Shin-hye, interpretata da Kim Soo-yeon e Roh Jeong-eui (da giovane)
- Park Tae-su, interpretato da Jun Kwang-ryul
- Seong Ji-heon, interpretato da Choi Tae-joon

## Accoglienza
Okjunghwa ha ricevuto molta attenzione al momento del suo annuncio per essere diretta da Lee Byung-hoon, un veterano delle fiction coreane in costume, già autore di Dae Jang-geum e Dong-i, ma le recensioni della critica sono state miste: da una parte è stata apprezzata la novità dell'ambientazione in prigione, mentre dall'altra la trama è stata giudicata prevedibile e in linea con le opere precedenti di Lee, dimostrando, secondo Lee So-dam di Osen, che il suo stile non è appetibile per le nuove generazioni tanto quanto lo era per quelle che le hanno precedute. Gli spettatori hanno inoltre accusato la serie di aver distorto gli eventi storici inserendo materiale inventato, esprimendo il timore – che si è successivamente rivelato infondato – che le morti di Jeong Nan-jeong e Yun Won-hyeong non sarebbero state rappresentate accuratamente.
Okjunghwa si è aggiudicata il premio come Miglior fiction coreana ai Seoul International Drama Award 2016.